# Histiotus montanus
Histiotus montanus је врста слепог миша из породице вечерњака (лат. Vespertilionidae).

## Распрострањење
Ареал врсте покрива средњи број држава. 
Врста је присутна у Бразилу, Аргентини, Венецуели, Колумбији, Перуу, Еквадору, Боливији, Чилеу и Уругвају.

## Станиште
Станиште врсте су планине, често изнад 2.000 метара надморске висине.

## Угроженост
Ова врста није угрожена, и наведена је као последња брига јер има широко распрострањење.